# ミハウ・カレツキ
ミハウ・カレツキ（ポーランド語: Michał Kalecki, 1899年6月22日 - 1970年4月18日）は、ポーランドの経済学者。
マルクス経済学がはじめて提示した概念である剰余価値の概念からマクロ経済学の経済変動理論および有効需要を発表した。理論構築の出発点がマルクス経済学の三分法のアプローチであったことや、祖国ポーランドが社会主義時代に本人自らその経済発展のために働いたことから左翼のケインズの異名を持つ。カレツキは社会主義者が社会主義を支持する動機である階級論と社会的弱者への関心は持ち続け、左翼思想に対してつねに理解を示していた。また、統計データや数学的モデルを駆使して問題に取り組んだ初めてのマクロ経済学者であった。

## 経歴・業績
ロシア帝国治世下のウッジに紡績工場主の息子として生まれる。ワルシャワ理工科大学に入学するも、父親が事業に失敗したために中退、職を転々とする。第一次世界大戦ではポーランド軍に一兵卒として従軍。復員後はダンツィヒで工学を学ぶも、再び父親が失業したために中退、以後、再び学生生活に戻ることはなかった。就職先のクレジット会社の統計調査係の事務員として働いて貯めたお金で新聞社を興してみたがほどなく経営に失敗。しかたなく経済系の新聞2紙に記事を投稿する臨時の仕事で生計を立てていたとき、カール・マルクスの再生産表式に興味を持ち、経済学の研究を独学で開始する。1933年に『景気循環理論概説』を発表し、ケインズに先立って有効需要の原理を論証した。この時期に精力的に書いた記事や論文が評判となり、スウェーデンから奨学金を得ることに成功、1935年スウェーデンに渡る。それまでのスウェーデンではスウェーデン学派の経済学者たちがカレツキ理論と似た理論を構築しようと苦心していたのであったが、カレツキはそれを解決していたのである。そんなとき、ジョン・メイナード・ケインズの『一般理論』が出版された。
1937年にイギリスに渡る。当初ロンドン・スクール・オブ・エコノミクスにいたが、のちにケンブリッジ大学に移りケインズやケインズ・サーカスの経済学者と出会う。1939年にナチス・ドイツとソビエト連邦がポーランドに侵攻したため帰国できなくなり、その後もオックスフォード大学などで経済学・統計学の研究を続ける。
1945年、オックスフォード大学を離れる。理由は、自分の業績が正当に評価されないことに不満を感じたことであるが、これはカレツキの慎み深い性格が原因だった。移民であることでポスト獲得の上で差別を受けたことや、この期間にイギリス国籍取得の申請をしていなかった、ということも原因である。
戦後は国際連合事務局で経済部次長を務めるも、当時のアメリカで吹き荒れたマッカーシズムの圧力から親しい人々が次々と失脚していくことに失望し、ポーランドへの帰国を決める。帰国して後はワルシャワ中央計画統計大学（現ワルシャワ経済大学）で教鞭を取りながら社会主義政権下に於いて経済計画の策定に関与、 オスカー・ランゲやチェスワフ・ボブロフスキなどとともにイスラエル・メキシコ・インド・キューバで経済顧問を務めた。いっぽうで、若いころから好きだった数学の研究も続けた。
カレツキはポーランドに帰国後、その残りの人生を祖国ポーランドの経済発展に賭けた。共産圏で、実質的にソ連によってその生み出す富の多くを搾取される衛星国の状態にあったコメコン経済圏という祖国の政治・経済的制約のもとにおいてであるが、ポーランド経済はカレツキの指導の下で社会主義体制と市場経済とを自己の分配論をもってうまく組み合わせ、着実な地本蓄積による持続可能な発展経路を進んだ。
しかし、カレツキが第一線を退いた直後の1970年（カレツキは同年に死去）より、当時のエドヴァルト・ギェレク政権は国民の人気を得るためアメリカや日本など西側諸国からの対外債務を拡大し、コメコン加盟各国から消費財を輸入し国内に供給する一方、国内産業は輸出目的の資本財生産に極端に傾斜するいびつな経済構造を国内に発生させた。これは消費者信用を拡大する類の一種のバブル経済であり、数年後のオイルショックを契機に対外債務の利払いが負担となってポーランド経済は停滞、これによりせっかくそれまでカレツキが苦心して築き上げてきたポーランドの経済発展の持続可能性と経済的信用は完全に台無しとなって、1990年代初頭まで続くことになった「失われた20年」を招いている。
有効需要の原理を基本とした投資の増加が利潤の増加につながるというカレツキの持論はケンブリッジ・マクロ分配論として世に受け入れられ、ニコラス・カルドアや森嶋通夫にも影響を与えた。
いっぽう、資本主義を支配する法の知識によって人々は豊かかつ幸福になり、かつ経済的決定についてより責任ある態度が取るようになる、とのケインズの持論に対して、カレツキは異議を呈している。カレツキは、（資本主義とは限らずどのような経済制度のもとでも）政府が自らの都合の良いように世の中やその経済的条件を恣意的・強制的に動かしてしまうことによって、資本主義を支配する法の知識はケインズの結論とは逆の結果を導くことがある、と述べた。これは「政治的景気循環仮説」（Political business cycles hypothesis、PBCH）と呼ばれている。これは皮肉にも彼の死後になって、前述のギェレク政権によってカレツキ本人の祖国にて明白な形で実証されることになったのであるが、カレツキは自由選挙の制度を持つ国々では議会選挙を要因としてこの傾向がさらに顕著になることも指摘している。
1970年、ポーランドのワルシャワで死去（70歳）。

## マクロ経済学の開拓者
カレツキはマクロ経済学の最初の開拓者であり、実は驚くべきことに、ケインズ『雇用・利子および貨幣の一般理論』（俗に『一般理論』）に登場するさまざまな概念のかなりの部分をケインズやケインズ・サーカスよりも先にたった一人で着想していたのだが、これらを発表した彼の研究論文（1933、1935）はポーランド語とフランス語で刊行されていたため、経済学会でほとんど注目されなかった。当時の経済学界における共通言語はすでに英語が主流であり、研究論文は英語で書かれていなければ意味がないも同然となっていた。カレツキはケインズが1936年に『一般理論』を刊行するとすぐにそれを通読し、そこに書かれている内容が自分の既出論文の内容と一致することに気づいた。彼はさっそく同年中に自らのほうが先にそれらの概念を論文の形で発表しているという主旨の論文を書いたのだが、しかしそれもポーランド語で書かれたものだった。これはすぐに英訳された。
とくに有効需要の概念がカレツキによるものとケインズによるもののどちらが先か、という議論は後世の者にとっては興味のある論点であり、ドン・パティンキンは、ケインズがベースとしたのがリチャード・カーンの雇用乗数であったのに対し、カレツキのは景気循環の投資乗数であり、有効需要理論についてのカレツキの先行性を主張することはできないとしている。ただし実際のところケインズが『一般理論』のなかで提示したのは投資乗数で、これはカレツキの投資乗数と同じものであり、ケインズは同書ではカーンの雇用乗数を参照しながらこの２つの乗数が一致する条件を提示し、その条件が成り立つ場合を想定して論を展開している。鍋島直樹はカレツキは失業の存在こそが資本主義経済の一般的性格と考えこの問題を克服するために投資決定・景気循環の理論にとりくんでいたことは明らかだとする。パティキンに対する反論としてはFeiwel(1989)がある。また有効需要理論に関する両者の先行性についての論争を展望した論文に(元木(1989))がある。山本英司は「ケインズと独立にないし先行して･･･発見した」とする。
いっぽう、カレツキが滞在し親交を深めたケンブリッジ大学の経済学者でいわゆるケインズ・サーカスの中心的人物であったジョーン・ロビンソン教授は、カレツキはケインズに先行して有効需要の原理を発見していたものの本人自らこの事実を執拗に訴えることは全くなく、カレツキのこの気高い態度は学問の世界では残念ながら実に稀である、とし、われわれとは全く異なった政治的・知的出発点からわれわれと同じ結論に達していたという事実は、われわれケンブリッジの人間にとっても大いなる励ましであった、と述べている。ちなみに、カレツキがケインズ・サーカスの研究に興味をもちイギリスに渡り、ケンブリッジでケインズと初めて出会ったのは1937年であるが、ケインズの周囲の人間によると、このとき何を勘違いしたかケインズはカレツキに対し異常なほど冷淡で高慢な態度をとっていたという。しかしその後はカレツキと、ケインズやサーカスの面々は親交を深めた。
カレツキの論文その他の著作はほとんどがポーランド語で書かれているため、彼の理論や思想は英訳があるものの"Political Aspects of Full Employment", 1943, Political Quarterlyなどを除いては英語圏では現代においても深く知られていない。英語圏ではわずかにケンブリッジ大学のジョン・メイナード・ケインズのグループ（いわゆる「ケインズ・サーカス」）、オックスフォード大学、ロンドン・スクール・オブ・エコノミクスをはじめとした、イギリスの一部でのみ、カレツキの研究が知られている。
日本では宮崎義一や伊東光晴の翻訳によってカレツキの理論のエッセンスとなる論文『経済変動の理論　資本主義経済における循環的及び長期的変動の研究』を日本語で読むことができる。
カレツキはマルクス経済学の剰余価値の概念を出発点として有効需要を発見している。いっぽう、カレツキとほぼ同時期に、まったく独立して有効需要を発見したジョン・メイナード・ケインズと彼のケンブリッジ大学のグループ（いわゆる「ケインズ・サーカス」）は、マルクスより後の経済学で主流となった限界効用の概念を出発点とし、彼ら自身もその基礎を学んだ新古典派経済学に対する批判的態度のなかで、カレツキの研究を知らないまま独自に有効需要の着想に到達している。
近年ではニュー・ケインジアン、ポスト・ケインジアン、新リカード学派の先駆けと評されている。

## 著書

### ポーランド語
- Próba teorii koniunktury (1933)
- Szacunek dochodu społecznego w roku 1929 (1934, z Ludwikiem Landauem)
- Dochód społeczny w roku 1933 i podstawy badań periodycznych nad zmianami dochodu (1935, z Landauem)
- Teoría cyklu koniunkturalnego (1935)
- Płace nominalne i realne (1939)
- Teoría dynamiki gospodarczej (1958)
- Zagadnienia finansowania rozwoju ekonomicznego (1959, w: Problemy wzrostu ekonomicznych krajów słabo rozwiniętych pod redakcją Ignacego Sachsa i Jerzego Zdanowicza)
- Uogólnienie wzoru efektywności inwestycji (1959, z Mieczysławem Rakowskim)
- Polityczne aspekty pełnego zatrudnienia (1961)
- O podstawowych zasadach planowania wieloletniego (1963)
- Zarys teorii wzrostu gospodarki socjalistycznej (1963)
- Model ekonomiczny a materialistyczne pojmowanie dziejów (1964)
- Dzieła (1979–1980, 2 tomy)

### 英語
- "Mr Keynes's Predictions", 1932, Przegląd Socjalistyczny.
- An Essay on the Theory of the Business Cycle (Próba teorii koniunktury), 1933.
- "On foreign trade and domestic exports", 1933, Ekonomista.
- "Essai d'une theorie du mouvement cyclique des affaires", 1935, Revue d'economie politique.
- "A Macrodynamic Theory of Business Cycles", 1935, Econometrica.
- "The Mechanism of Business Upswing" (El mecanismo del auge económico), 1935, Polska Gospodarcza.
- "Business upswing and the balance of payments" (El auge económico y la balanza de pagos), 1935, Polska Gospodarcza.
- "Some Remarks on Keynes's Theory", 1936, Ekonomista.
- "A Theory of the Business Cycle", 1937, Review of Economic Studies.
- "A Theory of Commodity, Income and Capital Taxation", 1937, Economic Journal.
- "The Principle of Increasing Risk", 1937, Económica.
- "The Determinants of Distribution of the National Income", 1938, Econometrica.
- Essays in the Theory of Economic Fluctuations, 1939.
- "A Theory of Profits", 1942, Economic Journal.
- Studies in Economic Dynamics, 1943.
- "Political Aspects of Full Employment", 1943, Political Quarterly.
- Economic Implications of the Beveridge Plan (1943)
- "Professor Pigou on the Classical Stationary State", 1944, Economic Journal.
- "Three Ways to Full Employment", 1944 in Economics of Full Employment.
- "A Note on Long Run Unemployment", 1950, Review of Economic Studies.
- Theory of Economic Dynamics: An essay on cyclical and long- run changes in capitalist economy, 1954.
- "Observations on the Theory of Growth", 1962, Economic Journal.
- Studies in the Theory of Business Cycles, 1933-1939, 1966.
- "The Problem of Effective Demand with Tugan-Baranovski and Rosa Luxemburg", 1967, Ekonomista.
- "The Marxian Equations of Reproduction and Modern Economics", 1968, Social Science Information.
- "Trend and the Business Cycle", 1968, Economic Journal.
- "Class Struggle and the Distribution of National Income" (Lucha de clases y distribución del ingreso), 1971, Kyklos.
- Selected Essays on the Dynamics of the Capitalist Economy, 1933–1970, 1971.
- Selected Essays on the Economic Growth of the Socialist and the Mixed Economy, 1972.
- The Last Phase in the Transformation of Capitalism, 1972.
- Essays on Developing Economies, 1976.
- Collected Works of Michał Kalecki (seven volumes..), Oxford University Press, 1990-1997.

### スペイン語
- Teoría de la dinámica económica: ensayo sobre los movimientos cíclicos y a largo plazo de la economía capitalista, Fondo de Cultura Económica, 1956
- El Desarrollo de la Economía Socialista, Fondo de Cultura Económica, 1968
- Estudios sobre la Teoría de los Ciclos Económicos, Ariel, 1970
- Economía socialista y mixta: selección de ensayos sobre crecimiento económico, Fondo de Cultura Económica, 1976
- Ensayos escogidos sobre dinámica de la economía capitalista 1933-1970, Fondo de Cultura Económica, 1977
- Ensayos sobre las economías en vías de desarrollo, Crítica, 1980

### 日本語訳されたもの
- Theory of Economic Dynamics: An essay on cyclical and long- run changes in capitalist economy, 1954（宮崎義一・伊東光晴訳、『経済変動の理論　資本主義経済における循環的及び長期的変動の研究』、新評論、1968年）
- Selected Essays on the Dynamics of the Capitalist Economy,1933-1970, 1971（浅田統一郎・間宮陽介訳、『資本主義経済の動態理論』（ポスト・ケインジアン叢書6）、日本経済評論社、1984年）

## 参考
- Michal Kalecki(英語）
- 橋本昭一「元木久 カレツキとケインズ革命 『一般理論』の発見」『近代経済学の形成と展開』昭和堂〈昭和堂入門選書 17〉、1989年。 NCID BN03504935。